# Lukarta Bogenska
Lukarta Bogenska (češko Lukarta z Bogenu) je bila žena Břetislava II. in češka vojvodinja, * okoli 1075, † 31. december neznanega leta.

## Poroka z Břetislavom II.
Meseca septembra istega leta je knez Břetislav vzel za ženo gospo z Bavarske po imenu Lukarda, sestro grofa Albrechta ...
— Kozma Praški
Poroka je bila sklenjena leta 1094 in ni imela velikega političnega pomena.
Břetislav in Lukarta sta imela sina Břetislava, rojenega 30. junija, verjetno leta 1095.
Břetislavovo vedenje glede nasledstva je bilo neobičajno. Po načelu prvorojenstva je bil do prestola upravičen njegov  istoimenski sin, vendar vojvoda te pravice ni spoštoval in je za svojega naslednika imenoval svojega mlajšega brata Bořivoja. Najstarejši  Přemyslid je bil takrat Oldřich Brnski, sin Konrada I. Brnskega.
Zadnja omemba Břetislava mlajšega je iz leta 1130, ko ga je njegov stric Soběslav I. dal oslepiti zaradi zarote. Umrl je 8. marca neznanega leta brez znanih potomcev. Moška linija potomcev Vratislava II. in Adelajde Ogrske je s tem izumrla.

## Vir
- J. Čechura, J. Mikulec, F. Stellner. Lexikon českých panovnických dynastií. Praga, 1996, str. 31.

| Lukarta Bogenska                   |                                 |                                 |
| Nazivi za člane kraljevske družine |                                 |                                 |
| Predhodnik: Virpirka Tenglinška    | Vojvodinja žena Češke 1094–1100 | Naslednik: Helbirga Babenberška |